# Janthura bougainvillei
Janthura bougainvillei är en kräftdjursart som först beskrevs av Yakov Avadievich Birstein1963.  Janthura bougainvillei ingår i släktet Janthura och familjen Janiridae. Inga underarter finns listade i Catalogue of Life.